# 片山容一
片山 容一 （かたやま よういち、1949年12月14日 - ）は、日本の医学者、脳神経外科医。医学博士。
青森大学薬学部特任教授・脳と健康科学研究センター長、日本大学名誉教授、青森新都市病院総長・事業管理者。

## 人物
2005年11月から2014年10月まで日本大学第14代医学部長を務めた。後任の医学部長は高山忠利。
2014年10月から2015年3月まで、駿河台日本大学病院から移転・改称した日本大学病院初代病院長を定年退職までの半年間務めた。
その後は、湘南医療大学を経て、青森大学薬学部特任教授および青森新都市病院病院長に就任し、後に総長・事業管理者となった。

## 略歴
- 1968年3月 - 福島県立安積高等学校卒業
- 1974年3月 - 日本大学医学部医学科卒業[2]
- 1978年3月 - 日本大学大学院医学研究科修了[2]
- 1981年9月 - バージニア医科大学医学部脳神経外科研修[2]
- 1983年7月 - バージニア医科大学脳神経外科講師[2]
- 1987年7月 - カリフォルニア大学ロサンゼルス校脳神経外科助教授[2]
- 1988年7月 - カルフォルニア大学ロサンゼルス校脳損傷研究センター長[2]
- 1989年 - カルフォルニア大学ロサンゼルス校脳神経外科客員教授[2]
- 1993年11月 - 日本大学医学部脳神経外科学教室助教授[2]
- 1995年5月 - 日本大学医学部脳神経外科学教室教授[2]
- 2000年10月 - 日本大学医学部脳神経外科学教室主任教授[2]、日本大学医学部附属板橋病院脳神経外科部長
- 2001年4月- 日本大学医学部脳神経外科学講座主任教授、日本大学医学部附属板橋病院脳神経外科部長
- 2005年11月 - 日本大学医学部長[2]、日本大学医学部脳神経外科学講座主任教授
- 2007年4月 - 日本大学医学部長、日本大学医学部脳神経外科学系主任教授
- 2014年10月 - 日本大学医学部長、日本大学医学部脳神経外科学系主任教授、日本大学病院病院長[2]
- 2014年11月 - 日本大学医学部脳神経外科学系主任教授、日本大学病院病院長
- 2015年3月 - 日本大学を定年退職
- 2015年4月 - 湘南医療大学副学長、湘南医療大学保健医療学部教授[3]
- 2017年4月 -  青森大学薬学部特任教授[4]・脳健康科学研究センター長[2]
- 2017年5月 - 青森大学薬学部特任教授・脳健康科学研究センター長、青森新都市病院総長

## 書籍
共著
- (嘉山孝正)『脳神経外科手術における脳機能モニタリングの原理と実際』(にゅーろん社、2002年10月)ISBN 9784891080174
- (山本隆充)『神経モニタリングアトラス』(医学書院、2003年2月)ISBN 9784260122467